# Eis am Stiel 7 – Verliebte Jungs
Eis am Stiel 7 – Verliebte Jungs ist der siebte Teil der israelischen Filmreihe Eis am Stiel, diesmal unter der Regie von Walter Bannert und wiederum mit den drei von Yiftach Katzur, Jonathan Sagall und Zachi Noy verkörperten Freunden.

## Handlung
Die drei Freunde Benny, Bobby und Johnny fahren den Mercury von Johnnys Eltern zu Schrott, nachdem sie mit einem Melonenlaster kollidiert sind, da sie ihre Aufmerksamkeit auf drei schöne Mädchen gerichtet hatten, denen sie zugewunken haben. Um Geld für eine Reparatur aufzutreiben, fangen sie an, in einem Hotel zu arbeiten. Dabei widmen sie sich besonders den weiblichen Gästen und Benny entdeckt seine alte Liebe Sandy unter den Besuchern. Bobby hingegen macht sich an Patty heran und Johnny gelangt als Küchenhilfe in prekäre Situationen.

## Kritik
Das Onlineportal Filmdienst tat den Film mit den Worten ab: Schlampig inszenierte Mischung aus Klamauk und Teenager-Erotik.